# Безлёгочные саламандры
Безлёгочные саламандры (лат. Plethodontidae) — семейство отряда хвостатых земноводных. Характерной особенностью этого семейства является отсутствие лёгких, дыхание осуществляется через кожу. Также у этих саламандр отсутствует стадия личинок, молодые особи по строению не отличаются от взрослых.
Обитают преимущественно в Новом Свете — от Канады до Боливии и Бразилии. Несколько видов рода Speleomantes живут в Европе и один вид — Karsenia koreana — в Южной Корее. Естественная среда — субтропические и тропические сухие леса, низины, влажные горы, плантации и деревенские сады.
Данное семейство насчитывает большее количество видов (около 380), чем все остальные семейства хвостатых земноводных, вместе взятые.

## Происхождение
Как предполагается, некоторым хвостатым земноводным в своё время понадобилось снова вернуться в воду (как Скрытожаберники). Однако, затем снова пришлось выйти из воды. Но вторично приобрести лёгкие не удалось.

## Палеонтология
Представитель семейства Palaeoplethodon hispaniolae в 2015 году был обнаружен в доминиканском янтаре. До его обнаружения ископаемые безлегочные саламандры были известны в основном по изолированным позвонкам, а также по следам из миоцен-плиоценовых отложений США.

## Таксономия[3]

### ПодсемействоSpelerpinae—Спелерпины
- Eurycea — ручьевые саламандры
  - Eurycea aquatica — водная саламандра
  - Eurycea bislineata — двухлинейная саламандра
  - Eurycea junaluska — пунктирная саламандра
  - Eurycea longicauda — долгохвостая саламандра
  - Eurycea lucifuga — сумеречная саламандра
  - Eurycea multiplicata — многобороздчатая саламандра
  - Eurycea nana — хрупкая саламандра
  - Eurycea neotenes — неотеническая саламандра
  - Eurycea quadridigitata — карликовая саламандра
  - Eurycea tridentifera — прозрачная саламандра
  - Eurycea tynerensis — оклахомская саламандра
- Gyrinophilus — родниковые саламандры или ключевые саламандры[4]
  - G. palleucus — бледная саламандра или Теннессийская ключевая саламандра[4]
  - G. porphyriticus — родниковая весенняя саламандра
- Pseudotriton — ложные тритоны
  - P. montanus — ложный тритон
  - P. ruber — красный тритон
- Stereochilus — прибрежные саламандры
  - S. marginatus — прибрежная саламандра
- Typhlomolga — техасские саламандры
  - T. rathbuin — слепая саламандра
  - T. robusta — белая саламандра
- Urspelerpes
  - Urspelerpes brucei

### ПодсемействоPlethodontinae
- Aneides — лазающие саламандры
  - A. aeneus — лазающая саламандра
  - A. ferreus — зелёная саламандра
  - A. flavipunctatus — дымчатая саламандра
  - A. hardii — зубатая саламандра
  - A. lugubris — древесная саламандра
- Atylodes
  - Atylodes genei
- Desmognatus — тёмные саламандры
  - D. aeneus — подстилочная саламандра
  - D. auriculatus — камуфлирующая саламандра
  - D. brimleyorum — килехвостая саламандра
  - D. fuscus — тёмная саламандра
  - D. imitator — саламандра-имитатор
  - D. monticola — тюленья саламандра
  - D. ochrophaeus — аллеганская саламандра
  - D. quadrimaculatus — чернобрюхая саламандра
  - D. santeethah — южноаппалачская саламандра
  - D. welteri — каменистая саламандра
  - D. wrigthi- крохотная саламандра
- Ensantina — тихоокеанские саламандры
  - Enstantina escholtzi — тихоокеанская саламандра
- Haidetrition — джорджинские саламандры
  - H. wallacei — джорджинская саламандра
- Hydromantes — американские пещерные саламандры
  - H. brunus — карстовая саламандра
  - H. platycephalus — плоскоголовая саламандра
  - H. shastae — большеголовая саламандра
- Karsenia
  - Karsenia koreana
- Leurognatus — лопатоголовые саламандры
  - L. marmoratus — лопатоголовая саламандра
- Lineatriton — змеевидные саламандры
  - L. lineolus — змеевидная саламандра
- Phaeognatuhus — норные саламандры
  - P. hubrichti — норная саламандра
- Plethodon — лесные безлёгочные саламандры[5]
  - P. caddoensis — пегая саламандра
  - P. cinereus — красноспинная саламандра
  - P. dorsalis — зигзаговая саламандра
  - P. dunni — галечная саламандра
  - P. elongatus — удлинённая саламандра
  - P. fourchensis — глазастая саламандра
  - P. glutinosus — серебристая саламандра
  - P. hoffmani — изящная саламандра
  - P. hubrichti — болотная саламандра
  - P. idahoensis — чёрноногая саламандра
  - P. jordani — аппалачская саламандра
  - P. kentucki — кентукская саламандра
  - P. larselli — кольцевая саламандра
  - P. neomexicanus — вуалевая саламандра или нью-мексиканская горная саламандра[6]
  - P. nettingi — виргинская саламандра
  - P. ouachitae — светлобокая саламандра
  - P. punctatus — белопятнистая саламандра
  - P. richmondi — тонкая саламандра
  - P. serratus — краснополосая саламандра
  - P. shenandoali — скальная саламандра
  - P. stormi — дождевая саламандра
  - P. vandykei — вашингтонская саламандра
  - P. vehiculum — разнополосая саламандра
  - P. websteri —
  - P. wehrlei — пятнистобокая саламандра
  - P. welleri — золотисто-чёрная саламандра
  - P. yonahlossee — проворная саламандра
- Speleomantes — европейские пещерные саламандры
  - Speleomantes ambrosii
  - Speleomantes flavus
  - Speleomantes genei
  - Speleomantes imperialis
  - Speleomantes italicus
  - Speleomantes strinatii
  - Speleomantes supramontis
- Typhlotriton — подземные саламандры
  - T. spelaens — подземная саламандра

### ПодсемействоHemidactyliinae
- Hemidactylium — четырёхпалые саламандры
  - H. scutatum — четырёхпалая саламандра

### ПодсемействоBolitoglossinae
- Bathrachoseps — червеобразные саламандры
  - B. aridus — пустынная саламандра
  - B. attenatus — стройная саламандра
  - B. campi — саламандра Кэмпа
  - B. nigriventris — юнжокалифорнийская саламандра
  - B. pacificus — червеобразная саламандра
  - B. simatus — плоская саламандра
  - B. stebbinsi — саламандра Стеббинса
  - B. wrighti — орегонская саламандра
- Bolitoglossa — грибоязычные саламандры
  - B. adspersa — андская саламандра
  - B. altamazonica — андская саламандра
  - B. alvaravoi — амазонская саламандра
  - B. arborscandeus — чёрно-зелёная саламандра
  - B. biseriata — двухполосая саламандра
  - B. borburata — венесуэльская саламандра
  - B. capitana — гренадерская саламандра
  - B. cerroensis — пёстробрюхая саламандра
  - B. chica — экваториальная саламандра
  - B. colonnea — гребнистоголовая саламандра
  - B. compacta — красно-бурая саламандра
  - B. cuchymatona — розовато-белая саламандра
  - B. cuna — равнинная саламандра
  - B. digtigrada — короткопалая саламандра
  - B. dofleini — медлительная саламандра
  - B. dunni — саламандра Данна
  - B. eugelhardti — саламандра-древолаз
  - B. epimela —
  - B. equatoriana — эквадорская саламандра
  - B. flavimembris — желтоногая саламандра
  - B. flaviventris — цепкохвостая саламандра
  - B. franklini — акробатическая саламандра
  - B. hartwegi — изменичивая саламандра
  - B. helmrichi — гватемальская саламандра
  - B. hermosa — кофейная саламандра
  - B. hypacra — заоблачная саламандра
  - B. jacksoni — чёрноспинная саламандра
  - B. lignicolor — широкополосая саламандра
  - B. lincolni — красно-чёрная саламандра
  - B. macrimi — серебристобокая саламандра
  - B. medemi — мраморная саламандра
  - B. meliana — угольная саламандра
  - B. mexicana — мексиканская саламандра
  - B. minutula — оранжевая саламандра
  - B. morio — дубовая саламандра
  - B. mulleri — двухцветная саламандра
  - B. nicefori — широкоголовая саламандра
  - B. nigrescens — дупляная саламандра
  - B. occidentalis — листовая саламандра
  - B. odontelli — окаймлённая саламандра
  - B. orestes — короткомордая саламандра
  - B. palmata — толстопалая саламандра
  - B. pandi — скрытная саламандра
  - B. peruvina — тёмнополосая саламандра
  - B. phalarosoma — бело-чёрная саламандра
  - B. ramosi — яркая саламандра
  - B. riletti — вильчатая саламандра
  - B. robusta — однокольчатая саламандра
  - B. rufenscens — рыжая саламандра
  - B. salvinii — цепкая саламандра
  - B. savagei — шишкопалая саламандра
  - B. schizodactyla — полосатобрюхая саламандра
  - B. schmidti — гондурасская саламандра
  - B. silverstonei — кремобрюхая саламандра
  - B. sima — перепончатопалая саламандра
  - B. sooyorum —
  - B. striatusa — полосатая саламандра
  - B. stuarti — саламандра Стюарта
  - B. subpalmata — светлоспинная саламандра
  - B. taylori — панамская саламандра
  - B. vallecula — долинная саламандра
  - B. veracrusis — веракрусская саламандра
  - B. walkeri — колумбийская саламандра
  - B. yucatana — юкатанская саламандра
- Bradytriton — курносые саламандры
  - B. silus — курносая саламандра
- Chiropterotriton — мозолистые саламандры
  - C. arboteus — большезубая саламандра
  - C. chiropterus — мозолистая саламандра
  - C. chondrostega — ломкая саламандра
  - C. dimidiatus — саламандра-гном
  - C. lavae — лавовая саламандра
  - C. magnipes — большеногая саламандра
  - C. moscuri — известняковая саламандра
  - C. multidentata — многозубая саламандра
  - C. priscus —
- Cryptotriton
- Dendrotriton — бромелиевые саламандры
  - D. bromeliacius — бромелиевая саламандра
  - D. cuchumatanus — миниатюрная саламандра
  - D. megarhinus — большеносая саламандра
  - D. rabbi — грациозная саламандра
  - D. xolocalcae — туманная саламандра
- Nototriton — южные саламандры
  - N. barbouri — саламандра Барбура
  - N. diminutus — малая саламандра
  - N. nasalis — саламандра-верхолаз
  - N. picadoi — моховая саламандра
  - N. richardi — береговая саламандра
  - N. veraepacis — узкоголовая саламандра
- Nyctanolis — анолисовые саламандры
  - N. alfaroi — остроголовая саламандра
  - N. altura — крапчатоголовая саламандра
  - N. capablanca — большеногая саламандра
  - N. collaris — ошейниковая саламандра
  - N. complex — белоголовая саламандра
  - N. cyclocauda — цилиндрическая саламандра
  - N. elongata —
  - N. grandis —
  - N. iguea — вороная саламандра
  - N. parupes — длинномордая саламандра
  - N. paucidentata — коста-риканская саламандра
  - N. poelzi — угревидная саламандра
  - N. pseudouniformis — широкомордая саламандра
  - N. stuarti — жёлтоголовая саламандра
  - N. taylori — саламандра Тейлора
  - N. uniformis — веретенообразная саламандра
- Oedipina
- Parvimolga — саламандры-пигмеи
  - P. touwsendi — саламандра-пигмей
- Pseudoeurycea — центральноамериканские саламандры
  - P. altamontana — жёлто-фиолетовая саламандра
  - P. anitae — белобрюхая саламандра
  - P. bellii — украшенная саламандра
  - P. brunnata — бурая саламандра
  - P. cephalica — ямчатая саламандра
  - P. cochranae — пористая саламандра
  - P. conanti — лопатоногая саламандра
  - P. exspectata — коренастая саламандра
  - P. firscheini — лишайниковая саламандра
  - P. gadovii — саламандра Гадова
  - P. galeanae — сухолюбивая саламандра
  - P. goebeli — светлогорлая саламандра
  - P. juarezi — широкохвостая саламандра
  - P. leprosa — скромная саламандра
  - P. longicauda — хвойная саламандра
  - P. melanomolga — светлопятнистая саламандра
  - P. mystax — усатая саламандра
  - P. nigromaculata — чёрнопятнистая саламандра
  - P. praecellens — загадочная саламандра
  - P. rex — небесная саламандра
  - P. robertsi — оранжевополосая саламандра
  - P. scandens — белобокая саламандра
  - P. smithi — саламандра Смита
  - P. unguidentis — кривозубая саламандра
  - P. werleri — тёмно-серая саламандра
- Thorius — саламандры-лилипуты
  - T. dubitus — спиральная саламандра
  - T. macdougalli — нежная саламандра
  - T. minutissimus — саламандра-малютка
  - T. narisovalis — прыгающая саламандра
  - T. penuatulus — саламандра-лилипут
  - T. pulmonaris — крупноноздревая саламандра
  - T. schmidti — саламандра Шмидта
  - T. troglodytes — саламандра-отшельник